# イシドロ・マイケスの肖像
『イシドロ・マイケスの肖像』（イシドロ・マイケスのしょうぞう、西: Retrato de Isidro Máiquez, 英: Portrait of Isidro Máiquez）は、スペインのロマン主義の巨匠フランシスコ・デ・ゴヤが1807年に制作した肖像画である。油彩。俳優として名高いイシドロ・マイケスを描いている。現在はマドリードのプラド美術館に所蔵されている。また本作品のヴァリアントがアメリカ合衆国イリノイ州のシカゴ美術館に所蔵されている。

## 人物
イシドロ・マイケスは1768年にカルタヘナで生まれた。旅芸人一家の出身であったが、家業を継ぎたくなかったマイケスは極めて若い頃にマドリードに出て演劇活動をし、女優アントニア・プラドと結婚した。マヌエル・デ・ゴドイや第12代ベナベンテ伯公爵夫人マリア・ホセファ・ピメンテル（後のオスーナ公爵夫人）の援助を受けてパリに行き、高名な俳優フランソワ＝ジョゼフ・タルマに師事して演技を磨いた。1801年に帰国すると劇団を率いて活動し、翌1802年にウィリアム・シェイクスピアの『オセロ』を演じて早くもその評価を不動のものとした。1808年5月2日の市民蜂起に加わったためフランスに連行されたが、スペイン国王ホセ1世の恩赦によりマドリードに呼び戻され、24,000レアルの年金を与えられた。スペインと自由を愛したマイケスであったが、半島戦争後はその自由主義的理想のため、国王フェルナンド7世によってシウダー・レアルに追放された。マイケスはそこから娘とともにグラナダに移り、翌1820年に死去した。

## 作品

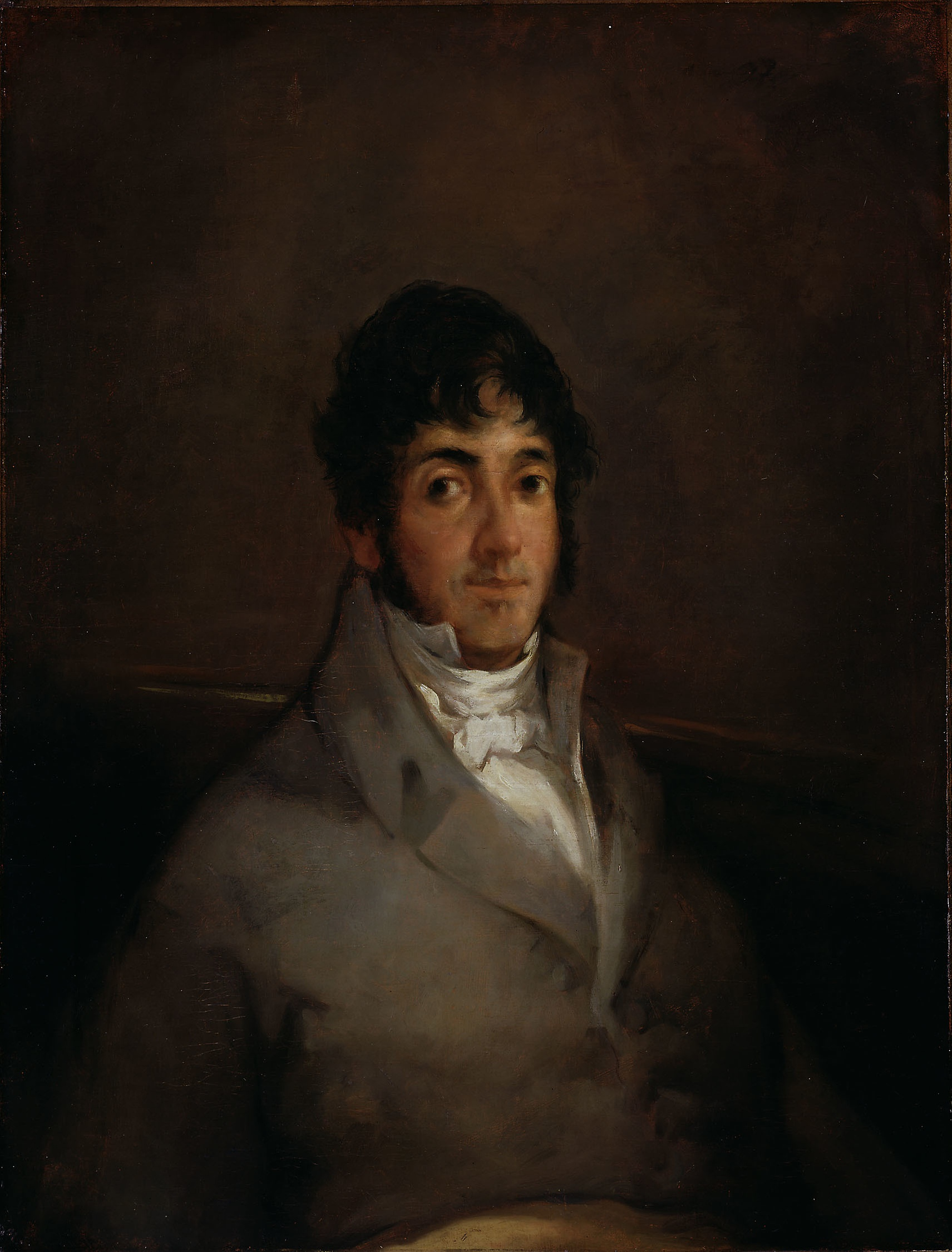
本作品のヴァリアント。シカゴ美術館所蔵。

マイケスはグレーの上着と明るい白のシャツを着て、大きな肘掛け椅子に座っている。彼は当時の流行に合わせて濃いもみあげを生やしており、憂鬱そうな雰囲気で静かに鑑賞者を見つめている。この肖像画の最も印象的な部分は、明るい光で照らされたマイケスの顔であろう。ゴヤはマイケスの性格と気質を見事に捉えており、その洞察はマイケスの死後に出版された賛辞の内容と一致している。「彼の顔は表情に富み、利発で、親しみを感じる。目は生き生きとして、視線は鋭い。高貴な雰囲気があり、堂々として、厳しい。柔らかい物腰で、妥協しない性格である。生来陽気で時に饒舌、時にひどく落ち込む。従順に見えたり、怒りっぽく見えたりするのは、激しく変わる印象をどう受け取るかしだいである」。
マイケスの肖像画がどのような経緯で制作されたのかは不明だが、1807年に制作されたことは画面右の肘掛け椅子の背もたれに記された署名「マイケス・ゴヤによる・1807年」（Mayquez / Por Goya / 1807.）によってはっきりしている。
ゴヤは素早く自由な筆使いでシンプルに描き上げており、習作あるいは未完成のような印象を与える一方、マイケスの容貌や性格を描写するため、明るい顔の部分に特に多く筆を入れている。マルガリータ・モレノ・デ・ラス・エラス（Margarita Moreno de las Heras）によると、この肖像画はゴヤが友人の劇作家レアンドロ・フェルナンデス・デ・モラティンといった知識人を描く際に用いた型を踏襲している。ゴヤはモデルを最前景に配置することでマイケスの意思の固さと気分を強調しているが、大量の絵具で描いたことを示す太い筆使いは最晩年の作品群の特徴を予感させる。画面全体はロマン主義を、技法は印象派を先取りしている。

## 来歴
完成した肖像画は1808年に王立サン・フェルナンド美術アカデミーで展示され、1810年にラファエル・エステベによって制作された記念版画のモデルとして採用された。その後の来歴は不明であるが、肖像画はイサベル2世が打倒された1868年のスペイン名誉革命時に内務省にあり、革命によって損傷したことが知られている。約3年後の1871年8月16日の『スペイン通信』（La Correspondencia de España）紙によると、マイケスの肖像画は1868年9月29日、内務省の敷地内に侵入した暴徒のために損傷したが、近々（1か月後の9月17日）修復のためプラド美術館に送られるという。この出来度は注目を集め、1872年7月23日の『エル・インパルシアル』（El Imparcial）紙や、1872年7月29日の『ラ・エスペランサ』（La Esperanza）紙らは、当時のプラド美術館の館長であり画家であったアントーニオ・ヒスベルトに彼の展覧会を開き、そこで修復中であったマイケスの肖像画も一般公開するよう求めた。修復された肖像画は1872年に同省によってトリニダード国立美術館に送られたが、同年にトリニダード国立美術館はプラド美術館に吸収されることが決定し、同美術館に移された。